# Eidan Hanzei
Henry Y. Hayashi, más conocido como Eidan Hanzei, es un actor de televisión y películas estadounidense.

## Biografía
Es de ascendencia japonesa y estudió en la Universidad Estatal de San Diego, donde obtuvo su grado en justicia penal. En 2005 se casó con Tina Hayashi, sin embargo la pareja se divorció en 2010.

## Carrera
En 2008 apareció en un episodio de la cuarta temporada de la serie House M. D., donde interpretó al conductor de un autobús que sufre de una embolia gaseosa; durante el accidente muere la doctora Amber Volakis, la novia del doctor James Wilson (Robert Sean Leonard) quien se encontraba en el autobús.
En 2009 apareció como invitado en la serie Southland, donde interpretó a un analista forense en el episodio "Sally in the Alley", más tarde apareció nuevamente en la serie interpretando a un miembro de SID en el episodio "Discretion".
En 2010 apareció en un episodio de la serie Heroes, donde interpretó a Ramen Vendor, un hombre que tiene el poder de teletransportarse.
En 2012 interpretó a Kaito Yoshida, un importante accionista en tres episodios de la serie The Young and the Restless.
En 2014 apareció como invitado en la serie Hawaii Five-0, donde interpretó al detective hawaiano Dean Alawa durante el episodio "Ke Koho Mamao Aku".
En 2016 se unió al elenco recurrente de la tercera temporada de la serie The Last Ship, donde interpretó al criminal y pirata Toshiro, el segundo al mano del pirata Takehaya (Hiroyuki Sanada), hasta el sexto episodio de la tercera temporada después de que su personaje muriera luego de que el doctor Rios (Maximiliano Hernández) lo apuñalara con unas tijeras mientras intentaba escapar.

## Filmografía

### Series de televisión
| Año  | Título                                  | Personaje                | Notas                                      |
| ---- | --------------------------------------- | ------------------------ | ------------------------------------------ |
| 2016 | The Last Ship                           | Toshiro                  | 6 episodios                                |
| 2010 | Parenthood                              | Enfermero                | episodio "How Did We Get Here?"            |
| 2014 | Hawaii Five-0                           | Det. Dean Alawa          | episodio "Ke Koho Mamao Aku"               |
| 2012 | The Untold History of the United States | Henry Hayashi            | episodio "Chapter 3: The Bomb"             |
| 2012 | The Young and the Restless              | Kaito Yoshida            | 3 episodios                                |
| 2011 | 2 Broke Girls                           | Chef                     | episodio "And the Rich People Problems"    |
| 2011 | Castle                                  | Abogado                  | episodio "Poof, You're Dead"               |
| 2010 | Heroes                                  | Ramen Vendor             | episodio "Chapter Twelve 'Upon This Rock'" |
| 2009 | Southland                               | Analista Forense         | episodio "Sally in the Alley"              |
| 2008 | House M.D.                              | Conductor de Autobús     | episodio "House's Head"                    |
| 2008 | Heroes and Villains                     | Hideie Ukita             | episodio "Shogun"                          |
| 2004 | Boston Legal                            | Doctor Lee               | episodio "Truth Be Told"                   |
| 1998 | Viper                                   | Sammy Chun               | episodio "What Makes Sammy Chun?"          |
| 1997 | The Burning Zone                        | Hombre en el Laboratorio | episodio "Critical Mass"                   |
| 1996 | The Sentinel                            | Kenji Kadama             | episodio "Payback"                         |
| 1995 | Sherman Oaks                            | Master Fong              | episodio "Sister Kenny and the Rash"       |
| 1995 | Star Trek: Deep Space Nine              | Invitado                 | episodio "Past Tense: Part 1"              |
| 1993 | Renegade                                | Manzo                    | episodio "Samurai"                         |
| 1992 | Santa Barbara                           | Kenji Taksan             | episodio # 1.1952                          |
| 1992 | Jake and the Fatman                     | Agente de Tecnología     | episodio "Since I Fell for You"            |

### Películas
| Año  | Título              | Personaje            | Notas |
| ---- | ------------------- | -------------------- | --- |
| 2009 | Crank: High Voltage | Criminal en la Playa | junto a Jason Statham, Amy Smart, Dwight Yoakam, Efren Ramirez, Julanne Chidi Hill y Jose Pablo Cantillo |

### Videojuegos
| Año  | Título            | Personaje                  | Notas                           |
| ---- | ----------------- | -------------------------- | ------------------------------- |
| 2012 | Sleeping Dogs     | Matón                      | prestó su voz para el personaje |
| 2008 | Race Driver: Grid | Miembro del Equipo Japonés | prestó su voz para el personaje |

### Teatro
| Año  | Obra               | Personaje | Director      | Teatro                  | Notas |
| ---- | ------------------ | --------- | ------------- | ----------------------- | ----- |
| 2005 | Ten Thousand Years | Igawa     | Kipp Shiotani | El Portal Forum Theatre | -     |

### Equipo misceláneo
| Año         | Título                                   | Notas                                                         |
| ----------- | ---------------------------------------- | ------------------------------------------------------------- |
| 2015        | Little Boy                               | artista del loop ADR                                          |
| 2015        | The Man in the High Castle               | artista de la voz ADR                                         |
| 2014        | Autómata                                 | artista de la voz ADR                                         |
| 2014        | Halt and Catch Fire                      | episodio "Adventure" - ADR/talento de la voz                  |
| 2014        | Flight 7500                              | voz ADR                                                       |
| 2013 - 2014 | Almost Human                             | 4 episodios - artista de la voz ADR                           |
| 2013        | Ninja: Shadow of a Tear                  | artista de la voz ADR                                         |
| 2013        | InAPPropriate Comedy                     | ADR loop grupo                                                |
| 2013        | Enlightened                              | episodio "Follow Me" - ADR loop artist                        |
| 2012        | Big Miracle                              | ADR loop artist                                               |
| 2011        | The Good Wife                            | episodio "The Death Zone" - ADR loop artist                   |
| 2010        | Cats & Dogs: The Revenge of Kitty Galore | ADR loop artist                                               |
| 2010        | Shanghai                                 | reemplazo de la voz ADR                                       |
| 2010        | Tekken                                   | voz ADR                                                       |
| 2008        | An Empress and the Warriors              | reemplazo de la voz ADR                                       |
| 2007        | Sukiyaki Western Django                  | reemplazo de la voz ADR                                       |
| 2007        | Mr. Brooks                               | ADR loop grupo: grabación especial ADR                        |
| 2006        | Wolfhound                                | reemplazo de la voz ADR                                       |
| 2006        | Heroes                                   | episodio "Chapter Three 'One Giant Leap'" - voces adicionales |
| 2006        | Legend of the Black Scorpion             | reemplazo de la voz ADR                                       |
| 2006        | Gau ngao gau                             | reemplazo de la voz ADR                                       |
| 2006        | The Fast and the Furious: Tokyo Drift    | ADR loop artist                                               |
| 2006        | Heroes                                   | episodio # 1.1 - narración                                    |
| 2005        | Dragon Heat                              | reemplazo de la voz ADR                                       |
| 2002        | Hero                                     | reemplazo de la voz ADR                                       |
| 1995        | Vanishing Son                            | episodio "Holy Ghosts" - narración                            |